# بیت صفافا

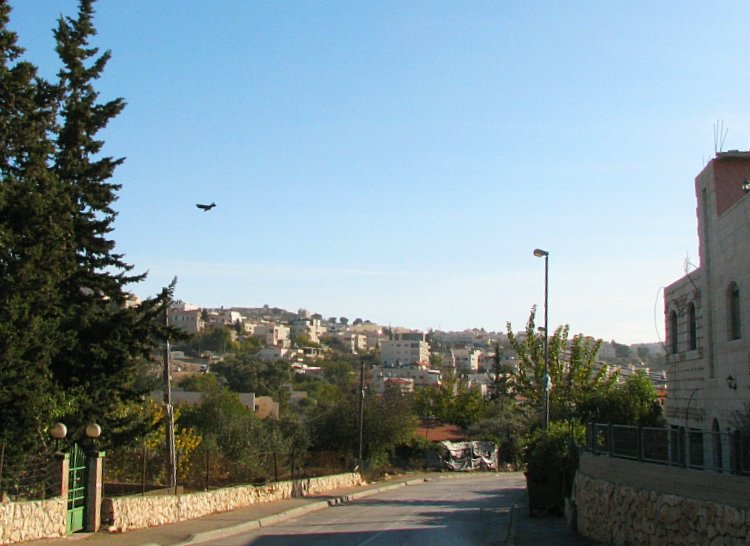
Entrance to Beit Safafa

بیت صفافا (عربی: بيت صفافا) روستایی فلسطینی است که در مسافت ۶ کیلومتری از شرق قدس و شمال بیت لحم واقع شده است. سهم اعراب از این روستا ۲٬۸۱۴ دونوم و اسرائیلیان ۳۹۱ دونوم است. گفته می‌شود معنی آن «تشنه» است. قبلاً تابع بیت لحم بود ولی در حال حاضر از توابع استان قدس است.